# Władysław Bromiński

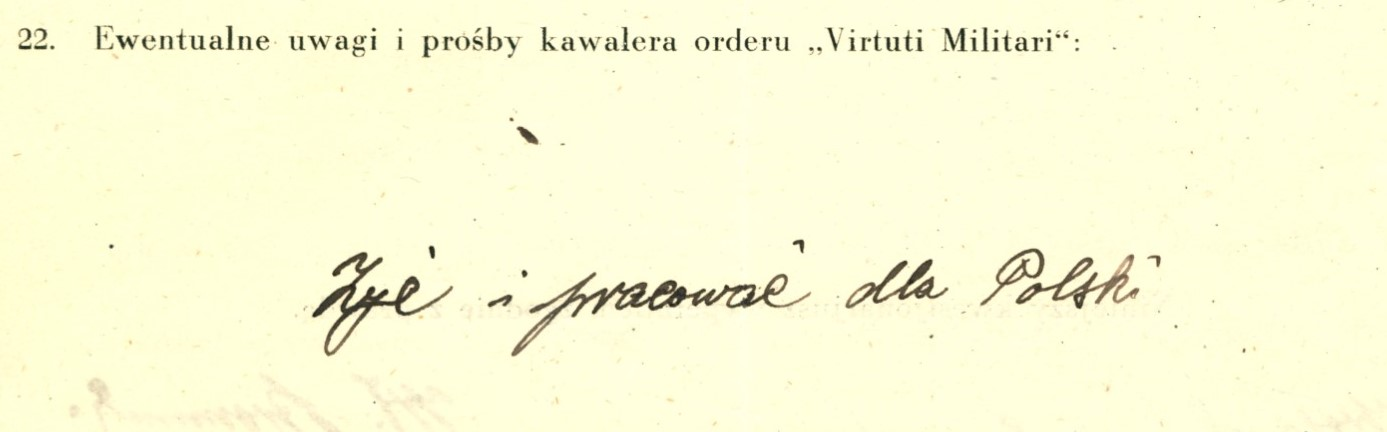
„Żyć i pracować dla Polski” – uwaga Bromińskiego wpisana w kwestionariuszu kawalera Orderu Mirtuti Militari

Władysław Bromiński (ur. 25 lutego 1898 w Łodzi, zm. po 1945) – polski rolnik, sierżant Wojska Polskiego, kawaler Orderu Virtuti Militari.

## Życiorys
Urodził się 25 lutego 1898 w Łodzi, w rodzinie Andrzeja i Anny z Kubickich. Do 1913 uczęszczał do szkoły powszechnej i rzemieślniczej. Później praktykował, a następnie pracował w różnych zawodach. Od stycznia 1916 był zatrudniony jako cieśla przy budowie umocnień polowych w okolicy Suwałk, Goniądza i Osowca. Od września tego roku pracował jako brukarz w prywatnej firmie, w powiecie łomżyńskim, a od września 1917 do końca października 1918 w dyrekcji kolejowej w Brześciu.
18 listopada 1918 jako ochotnik wstąpił do 9. kompanii 28 pułku piechoty. W 1919 za waleczność został awansowany na sierżanta. W czasie wojny z bolszewikami wyróżnił się jako dowódca plutonu: 4 czerwca 1920 atakując wieś Łabucie, zdobył w niej cztery karabiny maszynowe i materiał wojenny, 7 czerwca pod wsią Wielkie Sioło, sam przepłynął Dzisnę, wziął do niewoli bolszewickiego oficera, dowódcę kompanii karabinów maszynowych II batalionu 467 pułku strzelców, wrócił z nim tą samą drogą i przekazał dokładne informacje o sile i rozlokowaniu nieprzyjaciela oraz 19 czerwca pod wsią Kobiaczyzna, gdzie skutecznie kontratakował i wziął jeńców.
W listopadzie 1921 został zdemobilizowany. W marcu 1922, w ramach osadnictwa wojskowego, otrzymał ziemię we wsi Woławel (poczta Zakoziel), w powiecie drohickim.
W kampanii wrześniowej 1939 służył w szpitalu polowym nr 203. Dostał się do niemieckiej niewoli, gdzie otrzymał numer jeńca 3998. 26 czerwca 1940 został zwolniony z niewoli i skierowany do Urzędu Pracy Gera jako robotnik cywilny. W 1945 wrócił do Polski.
Był żonaty, miał syna Jerzego (ur. 12 września 1922).

## Ordery i odznaczenia
- Krzyż Srebrny Orderu Wojskowego Virtuti Militari nr 649[11] – 28 lutego 1921[12][13]